# Scream (Timbaland)
Scream è il quinto singolo estratto dal secondo album di Timbaland, Shock Value. La canzone è frutto di una collaborazione del produttore insieme alle cantanti R&B Keri Hilson e Nicole Scherzinger, già membro delle Pussycat Dolls.

## Video
Il video della canzone è stato presentato su Yahoo! il 15 gennaio 2008 ed è diretto da Justin Francis. Inizia con una scena in cui due donne massaggiano il cantante, e prosegue con le immagini dei tre artisti che si esibiscono insieme.

## Tracce
CD Single
1. "Scream" (Album version)
2. "Scream" (Video)

Maxi CD Single
1. "Scream" (Radio Edit)
2. "Scream" (Album version)
3. "Scream" (Instrumental)
4. "Scream" (Video)

## Classifiche
| Classifica (2008)                 | Posizione raggiunta |
| --------------------------------- | ------------------- |
| Australia ARIA Singles Chart      | 20                  |
| Austria                           | 18                  |
| Belgio Flemish                    | 15                  |
| Belgio Wallonia                   | 35                  |
| Bulgaria Singles Chart            | 22                  |
| Canadian Hot 100                  | 41                  |
| Danimarca                         | 30                  |
| Finlandia                         | 6                   |
| Norvegia                          | 17                  |
| Nuova Zelanda RIANZ Singles Chart | 9                   |
| Polonia Singles Top 50            | 40                  |
| Svezia Singles Top 60             | 8                   |
| Svizzera                          | 45                  |
| U.S. Billboard Hot 100            | 122                 |
| U.S. Billboard Pop 100            | 50                  |
| Irish Singles Chart               | 15                  |
| UK Singles Chart                  | 36                  |